# Первая международная конференция по талышеведению
Первая международная конференция по талышеведению (арм. Թալիշագիտության միջազգային առաջին գիտաժողով) — международная конференция, проходившая 21-23 мая 2005 года в Цахкадзоре (Армения). Конференция была организована кафедрой иранистики Ереванского государственного университета и Кавказским центром иранистики (г. Ереван) при финансировании благотворительного фонда «К. М. С. Гургена Меликяна». На конференции присутствовали представители  Армении, Грузии и Ирана.

## Программа конференции
1. Вступительное слово заведующего кафедрой иранистики ЕГУ, руководителя Кавказского центра иранистики, председателя оргкомитета конференции Гарника Асатряна
2. Приветственное слово представителя Талышского национального движения Фахраддина Абосзода
3. Тер-Абраамян Г., Формирование национальной идентичности у талышей Азербайджанской Республики
4. Маркарян С., Очерк истории формирования Талышского ханства
5. Киракосян А., Талышский и азари — древний язык Азарбайджана
6. Абасзода Ф. Ф., Сохранение языка — сохранение народа: некоторые проблемы формирование литературного талышского языка
7. Садегения Х., Роль талышей в истории Сефевидской династии
8. Начкебия И., Сведения лейтенанта Камиля Трезеля о Талыше и талышах
9. Амирбекян Р., Очерк культуры и искусства талышей
10. Аракелова В., К вопросу о народных верованиях талышей

Также на конференции выступил профессор Тбилисского государственного университета, бывший посол Грузии в Иране Джемшид Гиунашвили. 
По материалам конференции был выпущен «Сборник материалов первой конференции Талышоведения»

и сборник талышских преданий и сказок

## Итоги
Представитель Талышского национального движения Ф. Абосзода отметил, что принял участие в конференции поскольку «организаторы сделали все, чтобы она не имела политической окраски»

, и заявил на конференции:
Сегодня один из самых волнующих, торжественных дней в моей жизни и жизни моего народа. Впервые за многотысячелетнею историю талышского народа известные ученые-иранисты со всех концов мира, собрались вместе, чтобы сообща обсудить его историю и язык.
Позже он заявил, что мотивом участия в конференции в Ереване была информационная поддержка, поскольку в Азербайджане идет насильная ассимиляция талышей:
Нам нужна информационная поддержка, в том числе и со стороны Армении. Если бы мы не оценили этот шанс, мы были бы дураками. Какую цель преследовала Армения, проводя эту конференцию, это другой вопрос. Это их проблема.

## Реакция на конференцию
В Азербайджане конференция была расценена как поддержка сепаратизма. Директор Центра защиты прав человека Азербайджана Эльдар Зейналов отметил, что проведение такой конференции в Армении является опрометчивым шагом, так как в Армении не проживает ни один талыш и предложил армянам вместо конференции выпустить учебники для талышей

. Реплика из предисловия к книге «Талышские народные предания и сказки» о происхождении этнонима: «Судя по всему, прямые предки талышей — кадуссии (cadissii классических авторов), которые отмечены и в древнеармянской традиции в форме kadis. Армянский вариант этого этноним позволяет с наибольшей вероятностью восстановить его исконную форму — *kadis; во всяком случае в более позднее время это слово звучало именно так.» была расценена азербайджанскими учеными как
Книга «Талышские народные предания и сказки» является ни чем иным как очередным проявлением армянского коварства. Претендовать на близость талышей к армянам в какой-либо форме является - значит очень оскорбить талышский народ. Напротив, счастье и величие талышского народа заключается в том, что он не имеет никакой связи с армянами
Согласно талышскому агентству «Tolishpress»
В самом начале официальные круги Азербайджана выбрали путь прямых угроз и шантажа в адрес представителей Талышского Национального Движения, пытались заставить нас выступить со специальным Заявлением по поводу проведения данной конференции.
По мнению доцента кафедры иранистики Ереванского государственного университета Виктории Аракеловой:
Три года назад мы проводили талышскую конференцию, которая, без преувеличения, вызвала панику в Азербайджанской Республике, вплоть до введения войск в талышенаселенные районы. Конференция имела не только научное, но и огромное общественно-политическое значение, напрямую касалась наших национальных интересов. К счастью, при организации конференции нам удалось найти понимание и поддержку некоторых государственных структур.
Согласно Владимир Сокору:
За этой инициативой почти наверняка стояли некоторые политические круги в Армении. Конференция, по видимому, направлена, по крайней мере отчасти, на возрождение вопроса об автономии для этнической группы талышей в Азербайджане. Такое намерение черпает вдохновение в потенциальной «Талыш-Муганской Республике», провозглашенной 21 июня 1993 года в юго-восточной части Азербайджана группой этнически талышских офицеров под руководством полковника Аликрама Гумбатова. Их мятеж совпал с масштабным армянским наступлением на карабахском фронте и захватом армянскими войсками территорий в глубине западной части Азербайджана. Талышские повстанцы провозгласили независимость семи районов области на юго-востоке Азербайджана, но не получили особой поддержки среди своей собственной этнической группы.